# Xã Soler, Quận Roseau, Minnesota
Xã Soler (tiếng Anh: Soler Township) là một xã thuộc quận Roseau, tiểu bang Minnesota, Hoa Kỳ. Năm 2010, dân số của xã này là 95 người.